# Mauvaise herbe nuisible
Pour les articles homonymes, voir Mauvaise herbe (homonymie).

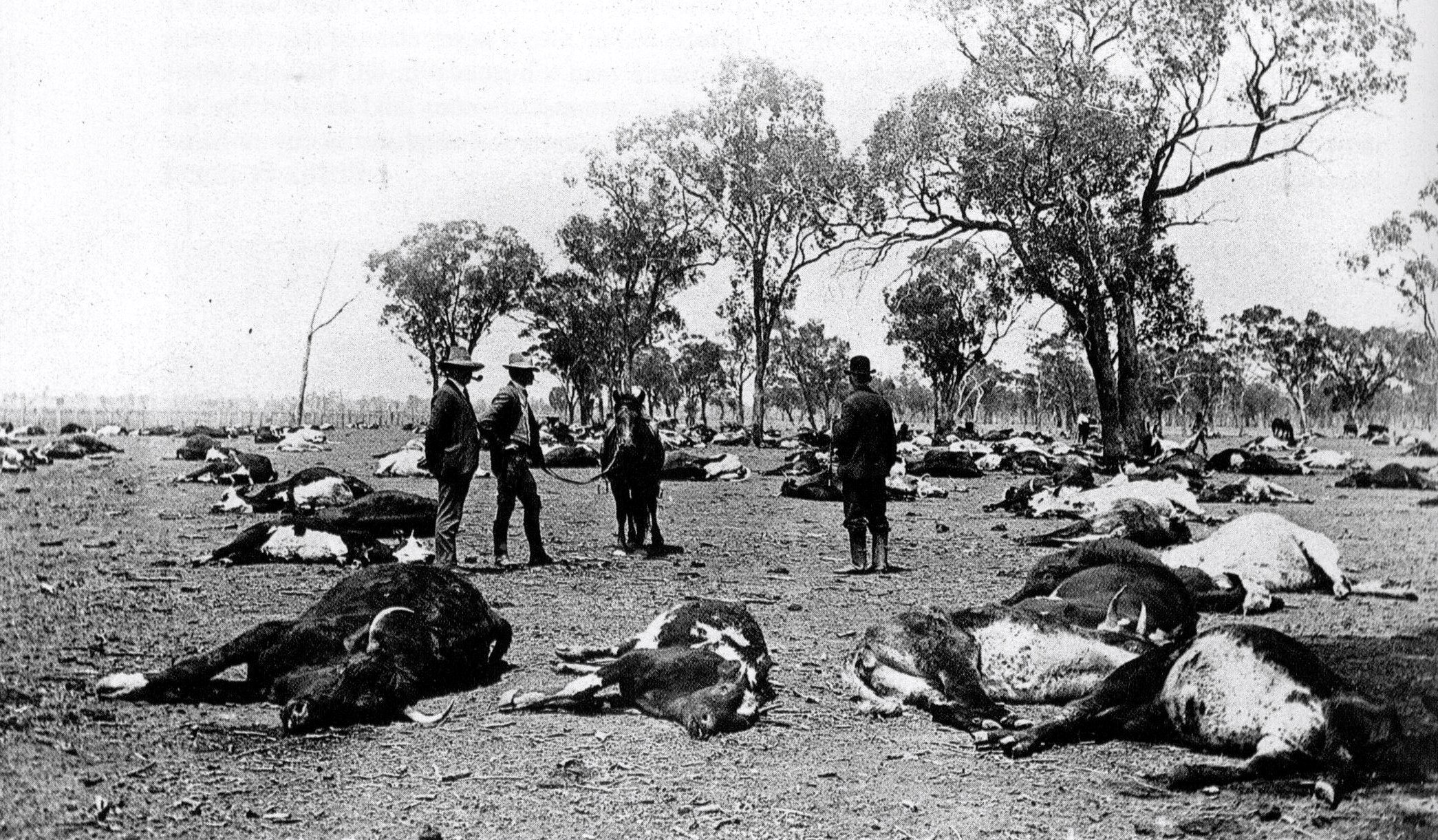
En 1907, sept cents bovins ont été tués durant la nuit en Australie par une mauvaise herbe vénéneuse

Une mauvaise herbe nuisible (en anglais noxious weed) est une notion propre au monde anglo-saxon. Il s'agit d'espèces de  mauvaises herbes qui ont été désignées dans certains pays par des autorités agricoles nationales ou régionales comme étant préjudiciables aux cultures agricoles ou horticoles, aux habitats naturels et écosystèmes, ou encore à l'homme ou au bétail. 
Ce sont le plus souvent des espèces introduites (non-indigènes) et qui ont été introduites dans un écosystème par ignorance, mauvaise gestion, ou par accident. Parfois, certaines sont indigènes. 
Généralement, ce sont des plantes qui poussent agressivement, se multiplient rapidement, sans ennemis naturels (herbivores indigènes, chimie du sol, etc), et qui affectent de manière négative les habitats naturels, les terres cultivées, ou qui sont nuisibles pour l'homme, la faune indigène ou le bétail, que ce soit par contact ou par ingestion. Les mauvaises herbes nuisibles sont un grand problème dans de nombreuses régions du monde, ce qui affecte grandement les zones agricoles, d'aménagement forestier, de préservation de la nature et les parcs ainsi que d'autres espaces ouverts.
Ces mauvaises herbes sont généralement des parasites agricoles, mais beaucoup ont aussi un impact sur les zones naturelles. Beaucoup de mauvaises herbes sont arrivées dans de nouvelles régions ou pays par le biais d'envois d'aliments ou de semences contaminés, ou par des introductions intentionnelles, par exemple de plantes ornementales pour l'horticulture.

## Types
Il existe plusieurs types de mauvaises herbes nuisibles ou toxiques pour l'homme, les animaux domestiques de pâturage et la faune sauvage. 
Les champs ouverts (openfield) et les pâturages aux sols perturbés et exposés au soleil sont souvent plus sensibles. La protection des animaux de pâturage contre les mauvaises herbes toxiques dans leurs aires d'alimentation primaire est par conséquent importante.

## Moyens de lutte
Quelques principes pour prévenir la propagation des mauvaises herbes nuisibles sont les suivants :
1. éviter de circuler dans des zones infestées par ces plantes nuisibles ;
2. éviter de transporter ou de planter des graines et des plantes que l'on ne sait pas identifier ;
3. pour les mauvaises herbes nuisibles en fleurs ou portant des graines sur les plantes, il est recommandé de les arracher « doucement » et de les mettre dans des sacs refermables sécurisés. Des pratiques telles que le compostage à chaud ou l'écobuage se doivent être utilisées que si elles sont sûres et pratiques à l'égard de la plante spécifique concernée ; brûler du sumac grimpant peut être mortel pour l'homme[4] ;
4. n'utiliser que des semences certifiées exemptes de mauvaises herbes pour les cultures ou les jardins[5].

Maîtriser les mauvaises herbes est important pour la santé des habitats, du bétail, de la faune sauvage et des plantes indigènes, et de l'homme à tout âge. la manière de maîtriser les mauvaises herbes dépend de l'environnement et des habitats naturels, des espèces de mauvaises herbes, de la main-d'œuvre et des équipements disponibles et des ressources financières. Souvent, des lois imposent que les financements de la lutte contre les mauvaises herbes nuisibles fournis par des agences gouvernementales soient utilisés pour l'éradication, la prévention de l'invasion, ou pour des projets de restauration des communautés végétales et de l'habitat naturel.

## Mauvaises herbes nuisibles par pays

### Royaume-Uni
Le Weeds Act (loi sur les mauvaises herbes) de 1959 a pour objectif de « prévenir la propagation des mauvaises herbes nuisibles ou préjudiciables », et est surtout pertinent pour les agriculteurs et les autres exploitations rurales plutôt que pour les jardins familiaux. Cinq mauvaises herbes « préjudiciables » (c'est-à-dire susceptibles de porter préjudice à la production agricole) sont désignées par les dispositions de la Loi sur les mauvaises herbes. Il s'agit des suivantes :
- Cirse commun (Cirsium vulgare) ;
- Cirse des champs (Cirsium arvense) ;
- Oseille crépue (Rumex crispus) ;
- Patience à feuilles obtuses (Rumex obtusifolius) ;
- Séneçon jacobée (Senecio jacobaea).

### États-Unis
Le gouvernement fédéral définit les mauvaises herbes nuisibles par une loi fédérale de 1974, le Federal Noxious Weed Act. Les mauvaises herbes nuisibles sont également définies par les différents gouvernements des États constituant les États-Unis.